# シャン州軍
シャン州軍（シャンしゅうぐん、シャン語: တပ်ႉသိုၵ်းၸိုင်ႈတႆး、ビルマ語: ရှမ်းပြည်တပ်မတော်、英語: Shan State Army、以下SSA）は、ミャンマーにかつて存在した少数民族武装勢力である。1964年、ふたつの武装勢力の統合により成立し、同国のシャン州において、国軍と戦闘した。
SSAは現地のシャン人を召集・訓練し、組織に入隊させた。当初の目的はシャン州の自治を獲得することであったが、ビルマ共産党（CPB）・泰緬孤軍（中国国民党軍）・州内のアヘン密輸業者などとも戦闘した。SSAは1976年に解体したのち、シャン州軍 (北)およびシャン州軍 (南)の基礎となった。

## 設立の経緯

### ビルマ独立以前
1555年のバインナウン王によるシャン諸王国征服以来続いたシャンの間接統治は、1886年以降のイギリス領時代においても継承された:77。しかし、1921年ビルマ政府法（英語: Government of Burma Act 1921）により、1922年以降シャン諸王国はシャン連合州に統合され、現地の首長（ツァオパー）の主権は、地方の徴税権程度のものに縮小された:79。
1941年、アウンサンは日本軍と結託し、ビルマからイギリスを排除することに成功する。1945年にはアウンサンは反ファシスト人民自由連盟（AFPFL）を設立し、日本軍についてもビルマから排除した。再びビルマに戻ったイギリスは1947年、ビルマを1年以内に独立させる協定に調印した:96–7。同協定においては「辺境地域と管区ビルマの早期統一」が規定されており:98–9、アウンサンは2月12日にシャン・カチン・チン・カレンニーの代表者とともにパンロン協定に署名した。

### ビルマ独立以後

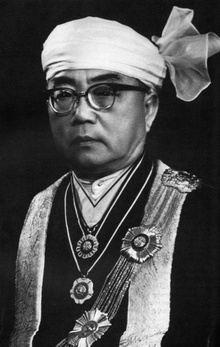
サオ・シュエタイッ（1948年）。ビルマ連邦の初代大統領であるとともに、国内少数民族であるシャン人の指導者でもあった。

アウンサンは暗殺されたものの、1948年1月4日にはウー・ヌを首相とするビルマ連邦が成立した。初代大統領にはシャン州ニャウンシュエのツァオパーであるサオ・シュエタイッが就任した。しかし、同連邦はビルマ共産党（CPB）や、その他の少数民族武装勢力の反乱に直面した。1950年代後半まで、パンロン協定の当事者である4民族はウー・ヌ政権と協調関係にあった。シャン州南部のパオ人のあいだでは、カレン人の反乱を支援する動きがはじまったが、これは1950年代初頭にはシャン州諸侯に対する抵抗運動となった:145。アメリカの支援を受ける中国国民党の残党勢力である泰緬孤軍もシャン州北部に侵入し、ビルマ軍の兵力を割いた:102,122。
1952年には国民党軍との戦闘のため、ビルマ国軍が同地域に展開されたが、多くのシャン州の民衆にとって、これはビルマ人とのはじめての接触だった:276。国軍と国民党軍はいずれもシャン州にとって歓迎されない存在であり、シャン人の民族主義を刺激した:277。サオ・シュエタイッの妻であるサオ・ナン・ハーン・カムはシャン州の独立を主張する政党を組織し、1956年には国会議員に当選した:275。パンロン協定においては独立後10年でシャン州が連邦を離脱することのできる権利が明記されており、ラングーン大学の学生運動家であったサオ・ノイ（Sao Noi）は、この年の5月21日にシャン人によるはじめての抵抗組織であるヌムスクハーン（「若く勇敢な戦士たち」）を設立した:278-281。彼らはタンヤンを占領したものの、1960年、当時高校生であったサイ・チョー・キン（Sai Kyaw Khin）がシャン州独立軍（Shan State Independence Army、SSIA）を分派させた:295。1962年、SSIAはNoom Suk Harnを刺激しないようにCPB元司令官であるモー・ヘン（Moh Heng）を懐柔すべく、新しい組織であるシャン民族連合戦線（Shan National United Front、SNUF）を設立した:297-298。
このような不安定な状況下であった1960年、サオ・シュエタイッ元大統領は、自治州の権利を拡張すべく憲法改正をおこなうことを提案した。サオ・シュエタイッをはじめとするシャンのツァオパー層は、ビルマ連邦の政治体系は実際の連邦制とはほど遠いものであることを主張し、①ビルマ人のための「ビルマ州」の設置、②国会上院議席への各州の同数割当て、③中央政府の権限を外交や国防などに限定すること といった要求をおこなった。1962年2月、ビルマ政府は辺境地域の将来的地位について考えるセミナーを開催した。この会合にはすべての政府閣僚、国会議員、州知事および大臣が参加したものの、最終的な結論がくだされることはなかった。国軍司令官であるネ・ウィンによる1962年ビルマクーデターにより、ウー・ヌ政権は打倒され、国家革命評議会議長のネ・ウィンがビルマの実権を握った。会合の参加者は全員が拘束され、サオ・シュエタイッは逮捕された。

### SSAの成立

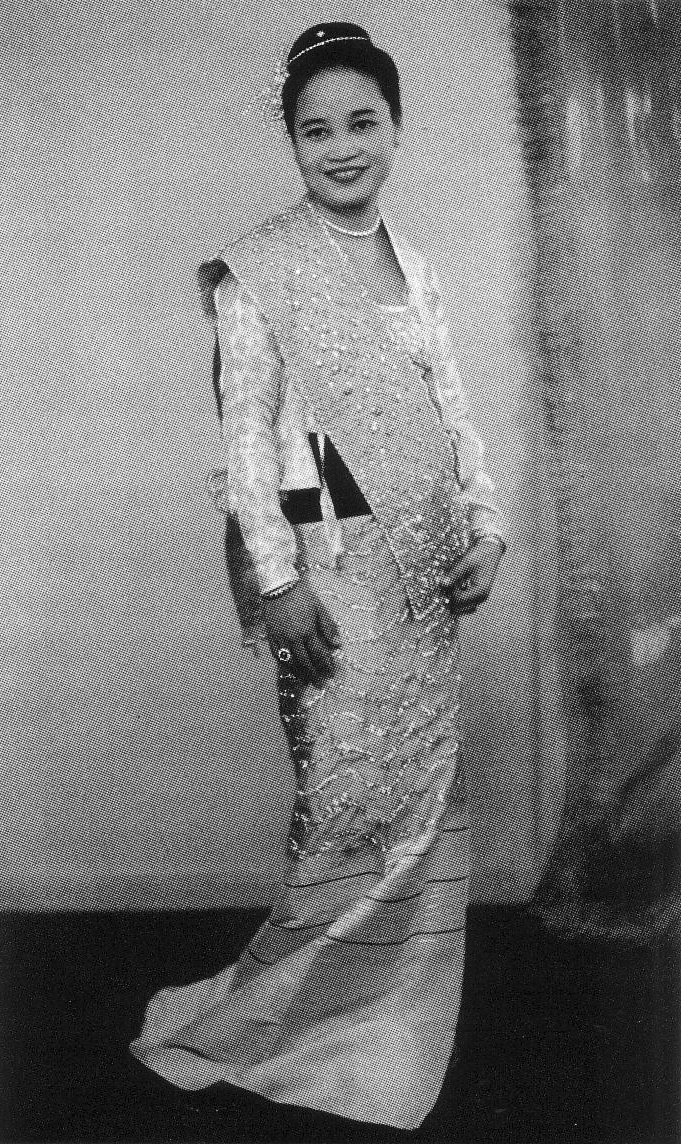
サオ・ナン・ハーン・カム（1947年）。

1962年4月、軍部による夫の逮捕を受けて、サオ・ナン・ハーン・カムは家族とともにタイに亡命した。サオシュエタイッはこの年の11月に獄死し、ナン・ハーン・カムはSSIAの指導者として、シャン州内の武装勢力を統合しようとした。1964年、彼女はSNUFとSSIAを統合し、シャン州軍（以下、SSA）を成立させた:18。タイ国境地域の山中でおこなわれた同勢力の結成は、州内の抵抗諸勢力を結集させることを目的とした:220。同組織にはコーカン革命軍（Kokang Revolutionary Force）も参与したが、SSIAの分派であるシャン民族軍（Shan National Army）およびBo Dewingの率いる分派も参与を拒否した:340-341。
SSAは、知識人からも農民からも指示を集めた:333。1961年には1,500人程度しかいなかったシャン州の抵抗勢力は、1969年には7,000人から9,000人にまで膨張した。SSAは激しい戦闘を繰り返し、1978年には毎日20人から30人の死傷者を出していた:59。こうした戦闘により、同組織はシャン州の北から南、西側についてはサルウィン川沿岸まで到達する広大な領土を獲得した:333。
戦闘員としては、現地のシャン人が召集された。1969年に士官学校が設立され、基本的な地理・歴史・政府に関する知識、軍事組織と作戦の基礎、情報収集と報告、政治体制と理論、国際政治の入門を教えた:132–4。1971年にはSSAの政治部門である、シャン州進歩党（SSPP）が設立された:408。

## 解体
シャン州での闘争が激しくなると、北部のSSA部隊はCPBに支援を求め、CPBは兵力および武器の供与でこれに応じた。南部の部隊はCPBとの連帯に抵抗を示し、SSAは分裂した。1966年には2つの部隊が離脱して独自の民族主義戦線を立ち上げるなど、内部分裂はさらに進んだ。国軍やCPB、その他の抵抗組織、薬物密輸組織との戦闘が激しくなるなかで、SSAを分裂させようとする外圧も働き、その結果、1976年の中葉にはSSAは分解状態にあった。約4,000人の戦闘員がCPBに流入し、ほかの戦闘員についてもその他の抵抗組織に参加した。その後、1989年のCPB崩壊後まで戦闘を続けた。このとき、同組織は政府と和平協定を結んだ 。